# (651) Antikleia

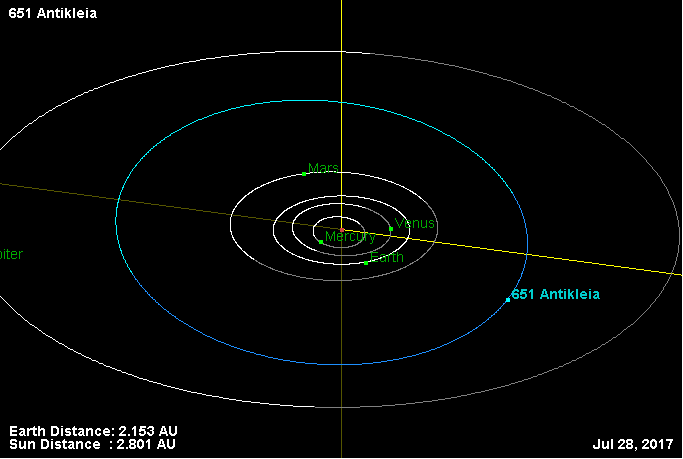
Òrbita de l'asteroide (651) Antikleia.

(651) Antikleia és un asteroide que pertany al cinturó d'asteroides descobert el 4 d'octubre de 1907 per August Kopff des de l'observatori de Heidelberg-Königstuhl, Alemanya. S'anomena com Anticlea, per personatge de la mitologia grega, esposa de Laertes.
Forma part de la  família asteroidal d'Eos.